# Corné du Plessis
Corné du Plessis (ur. 20 marca 1978) – południowoafrykański lekkoatleta specjalizujący się w krótkich biegach sprinterskich.

## Sukcesy sportowe
| Rok  | Miasto      | Zawody             | Konkurencja        | Wynik         |
| ---- | ----------- | ------------------ | ------------------ | ------------- |
| 2001 | Pekin       | Uniwersjada        | bieg na 200 m      | brązowy medal |
| 2001 | Edmonton    | Mistrzostwa świata | sztafeta 4 x 100 m | złoty medal   |
| 2008 | Addis Abeba | Mistrzostwa Afryki | sztafeta 4 x 100 m | złoty medal   |

## Rekordy życiowe
- bieg na 100 metrów – 10,25 – Heusden 14/07/2001
- bieg na 200 metrów – 20,39 – Pretoria 23/03/2001
- bieg na 300 metrów – 32,74 – Johannesburg 07/02/2001